# Music Man Sabre
Il Music Man Sabre è un basso elettrico prodotto dalla Music Man dal 1978 al 1991. Nel 2013 ne è stata prodotta una nuova serie "Classic", andata subito fuori produzione. È caratterizzato da una costruzione imponente, con un design classico, ponte fisso in acciaio con "stoppa corde", battipenna asimmetrico e chiavette d'accordatura nella medesima disposizione 3+1 inaugurata con il più famoso predecessore StingRay.

## Caratteristiche
Lanciato sul mercato due anni dopo lo StingRay, il Sabre non ne ha ripetuto il successo. Con un design del corpo e del battipenna simile a quello del Fender Precision, sebbene conservando la cromatura dell'equalizzatore, il Sabre originario si presenta con la tipica disposizione delle chiavi d'accordatura 3+1, come lo StingRay, ma con una configurazione dei pick-up a doppio humbucker al ponte e al manico, con magneti in alnico, che sarà poi ripresa sul Bongo. Decisamente più pesante dello StingRay, ha anch'esso una tastiera con 21 tasti. L'equalizzatore preamplificato attivo a 9V monta tre potenziometri per volume, bassi e alti e tre switch che permettono diverse combinazioni delle bobine, per una maggiore varietà di suono. Prodotto in California, il corpo è in frassino, il manico in acero o in tiglio e la tastiera in acero o palissandro. Il manico è fissato al corpo con sistema bolt-on a tre viti. La versione "Classic" del 2013 si distingue dall'originale per i pick-up con magneti non a vista, un unico switch che permette cinque combinazioni delle bobine e l'attacco bolt-on rinforzato a sei viti.